# آستوتیلو مالجویو
آستوتیلو مالجویو (انگلیسی: Astutillo Malgioglio؛ زادهٔ ۳ مهٔ ۱۹۵۸) بازیکن فوتبال اهل ایتالیا است.
از باشگاه‌هایی که در آن بازی کرده‌است می‌توان به باشگاه فوتبال اینتر میلان، باشگاه ورزشی لاتزیو، باشگاه فوتبال کرمونزه، باشگاه فوتبال آ.اس. رم، باشگاه فوتبال بولونیا، باشگاه فوتبال برشا، باشگاه فوتبال پیستویزه، و باشگاه فوتبال آتالانتا اشاره کرد.